# Brasserie La Nouvelle Gallia

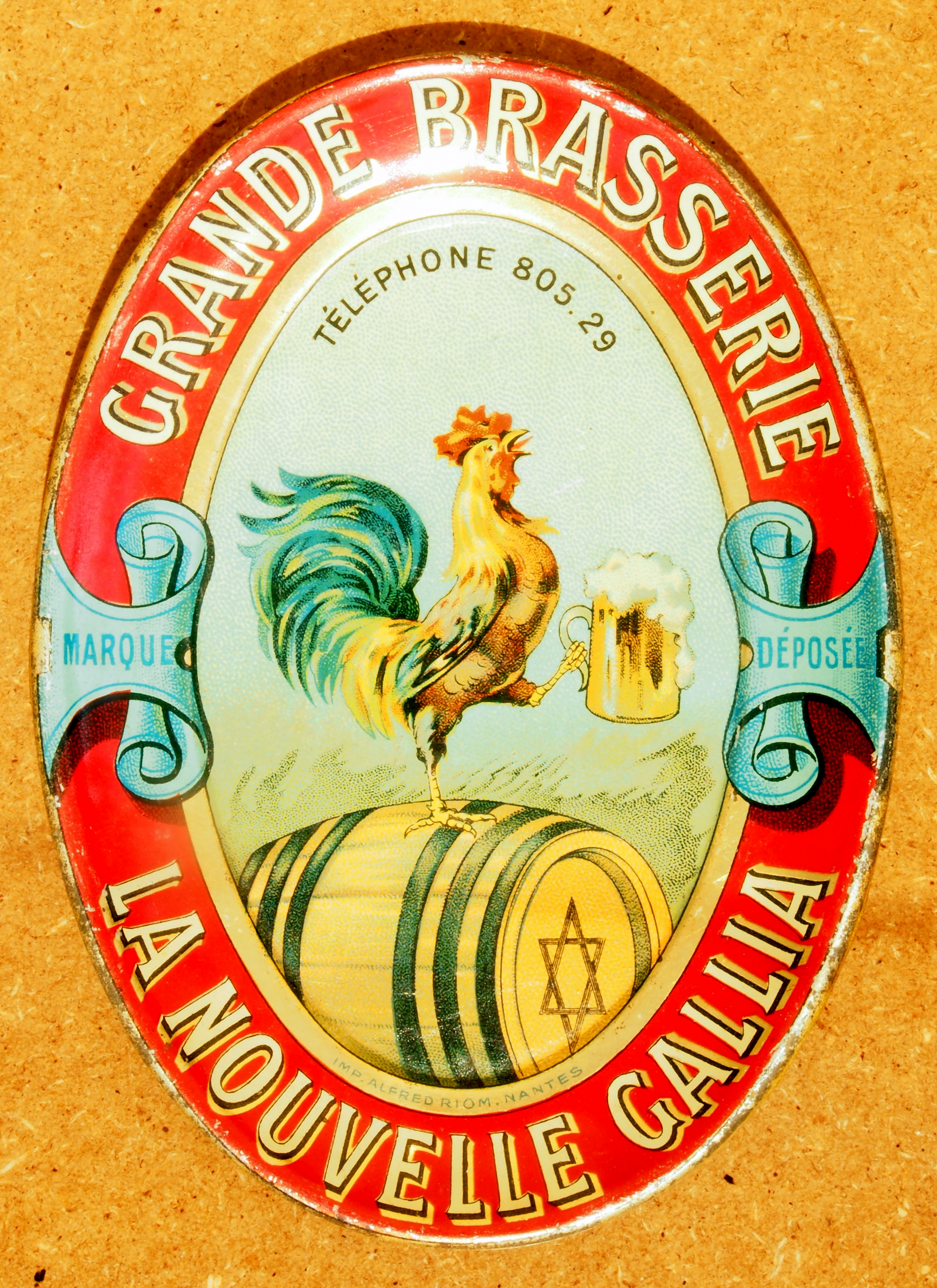
Plaque publicitaire de la brasserie.

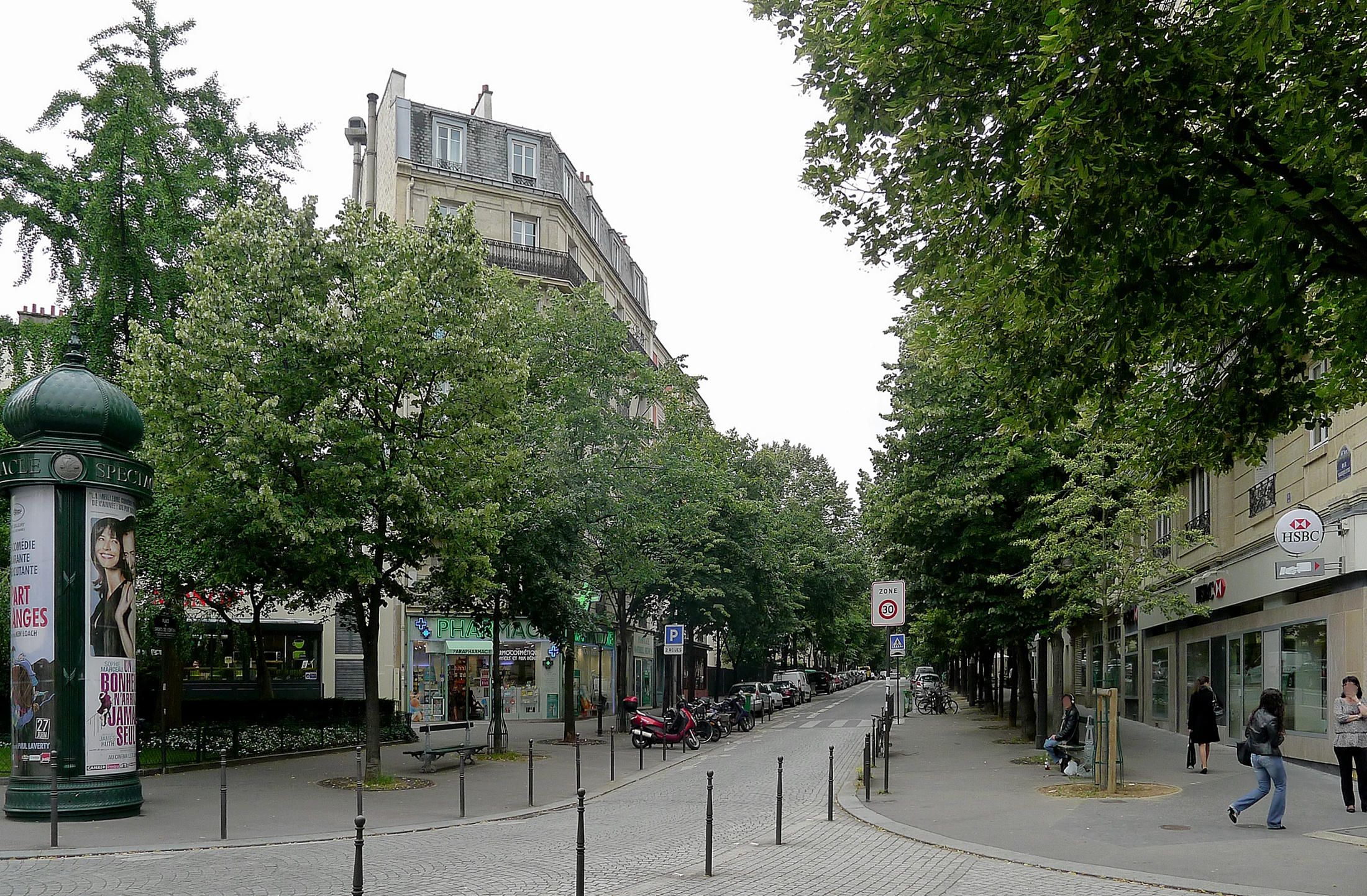
Rue Sarrette, Paris.

La Nouvelle Gallia était une brasserie parisienne, installée rue de la Voie-Verte à Paris (nommée aujourd'hui rue du Père-Corentin), à la place de l’actuelle résidence Gallia située au 7 au 21 rue Sarrette.
Ce quartier de Montrouge (aujourd’hui le 14e arrondissement de Paris) était investi par les brasseries au XIXe siècle, et ce, jusque dans les années 1950, car elles se servaient des carrières en sous-sol comme caves de fermentation et caves de garde. 

## Histoire
En 1878, la Société de la Bière Gallia présenta son produit à l'Exposition universelle: « Cette bière, pour signifier son origine française, s'appelle “Bière Gallia” ; elle est fabriquée, comme les bières d'Allemagne, par fermentation basse, avec tous les avantages des machines et appareils modernes, et des meilleurs matériaux possibles ».
En 1890, la brasserie Gallia produit environ 20 000 hl de bière par an, quand elle a été reprise par l'Alsacien Jean-Jacques Wohlhüter (1853-1910), qui fondait la brasserie La Nouvelle Gallia. En 1896, la brasserie s'agrandit en sous-sol entre les rues du Père Corentin d'un côté et Sarrette de l'autre, et devient la 2e plus grosse brasserie de Paris. En 1900, la bière Gallia obtient une Médaille d'Or à l'Exposition universelle. Trente ans plus tard, en 1932, la brasserie produit 150 000 hl par an.
Pendant les années 1940 et 1950, malgré les difficultés liées à la Seconde Guerre mondiale, l'entreprise brasse toujours, mais la production diminue. Au début des années 1960, menacée par la concurrence et par la concentration des brasseries, la Nouvelle Gallia, trop à l’étroit sur son terrain, se trouve contrainte de fusionner avec l’Union des Brasseries parisiennes, filiale des Brasseries et Glacières d’Indochine. En 1968, la production de la bière Gallia est abandonnée et la brasserie de la rue du père Corentin détruite.
En 2010, une entreprise, Bière Gallia 1890, reprend un dérivé de la marque, en créant Gallia Paris. Elle commence à faire brasser en Tchéquie, puis dans le Nord de la France, puis en Normandie et depuis 2015 à Pantin. Elle ouvre son capital à Heineken en 2019 puis est rachetée complètement par ce groupe néerlandais en 2021 et ouvre une nouvelle ligne de production à Sucy-en-Brie.